# Ibadarrus gracilior
Ibadarrus gracilior är en insektsart som beskrevs av Adolf Remane och Asche 1980. Ibadarrus gracilior ingår i släktet Ibadarrus och familjen dvärgstritar. Inga underarter finns listade i Catalogue of Life.